# Alessandro Miressi
Alessandro Miressi (né le 2 octobre 1998 à Turin) est un nageur italien, spécialiste de nage libre.

## Biographie
Il remporte aux Jeux européens de 2015 la médaille d'argent du 100 m nage libre et du relais 4 × 100 m nage libre. Il est médaillé de bronze du relais 4 × 100 mètres nage libre des Championnats du monde juniors de natation 2015.
Aux Championnats d'Europe juniors de natation 2016, il est médaillé d'or du 100 mètres nage libre et du relais 4 × 100 mètres quatre nages, médaillé d'argent du relais 4 × 100 mètres nage libre et médaillé de bronze du relais mixte 4 × 100 mètres nage libre.
Il obtient la médaille d'argent du relais 4 × 50 m nage libre aux Championnats d'Europe de natation en petit bassin 2017 et la médaille d'argent du relais 4 × 100 mètres nage libre à l'Universiade d'été de 2017.
Aux Jeux méditerranéens de 2018, il est médaillé d'argent du 100 m nage libre.
Le 3 août 2018, pour terminer le relais 4 × 100 mètres nage libre avec une médaille d'argent lors des Championnats d'Europe de natation 2018, il établit un temps lancé de 46 s 99, le meilleur temps de tous les relayeurs pendant cette finale. Le 5 août, il remporte l'épreuve individuelle du 100 mètres nage libre, en succédant à Luca Dotto, en 48 s 01, nouveau record personnel.
Il bat peu après, le 12 août à Rome, le record national, qui appartenait aussi à Luca Dotto, en 47 s 92 : c'est le 3e meilleur temps de l'année.
Aux Championnats du monde de natation en petit bassin 2021 à Abou Dabi, il est médaillé d'or du 100 mètres nage libre et des relais 4 × 50 mètres nage libre et 4 × 100 mètres 4 nages ainsi que médaillé d'argent du relais 4 × 100 mètres nage libre.
Il fait partie du relais 4 × 100 m nage libre italien médaillé d'argent aux Championnats du monde de natation 2023 à Fukuoka.

## Palmarès

### Jeux olympiques
- Jeux olympiques 2020 à Tokyo :
  -  Médaille d'argent du relais 4 × 100 m nage libre.
  -  Médaille de bronze du relais 4 × 100 m quatre nages.
- Jeux olympiques d'été de 2024 à Paris :
  -  Médaille de bronze du relais 4 × 100 m nage libre.

### Championnats du monde

#### Grand bassin
- Championnats du monde 2022 à Budapest :
  -  Médaille d'or du relais 4 × 100 m quatre nages.
  -  Médaille de bronze du relais 4 × 100 m nage libre.
- Championnats du monde 2023 à Fukuoka :
  -  Médaille d'argent du relais 4 × 100 m nage libre.
- Championnats du monde 2024 à Doha :
  -  Médaille d'argent du 100 m nage libre.
  -  Médaille d'argent du relais 4 × 100 m nage libre.
  -  Médaille de bronze du relais 4 × 100 m quatre nages.

#### Petit bassin
- Championnats du monde 2018 à Hangzhou :
  -  Médaille de bronze du relais 4 × 50 m nage libre.
- Championnats du monde 2021 à Abou Dabi :
  -  Médaille d'or du 100 m nage libre.
  -  Médaille d'or du relais 4 × 50 m nage libre.
  -  Médaille d'or du relais 4 × 100 m 4 nages.
  -  Médaille d'argent du relais 4 × 100 m nage libre.
- Championnats du monde 2022 à Melbourne :
  -  Médaille d'or du relais 4 × 100 m nage libre.
  -  Médaille d'or du relais 4 × 50 m quatre nages.
  -  Médaille d'argent du relais 4 × 50 m nage libre.
  -  Médaille de bronze du 100 m nage libre.
  -  Médaille de bronze du relais 4 × 100 m quatre nages.